# Eclissi solare del 24 agosto 2082
L'eclissi solare del 24 agosto 2082 è un evento astronomico che avrà luogo il suddetto giorno attorno alle ore 1:16 UTC.